# Verenigde Staten op de Olympische Winterspelen 1948

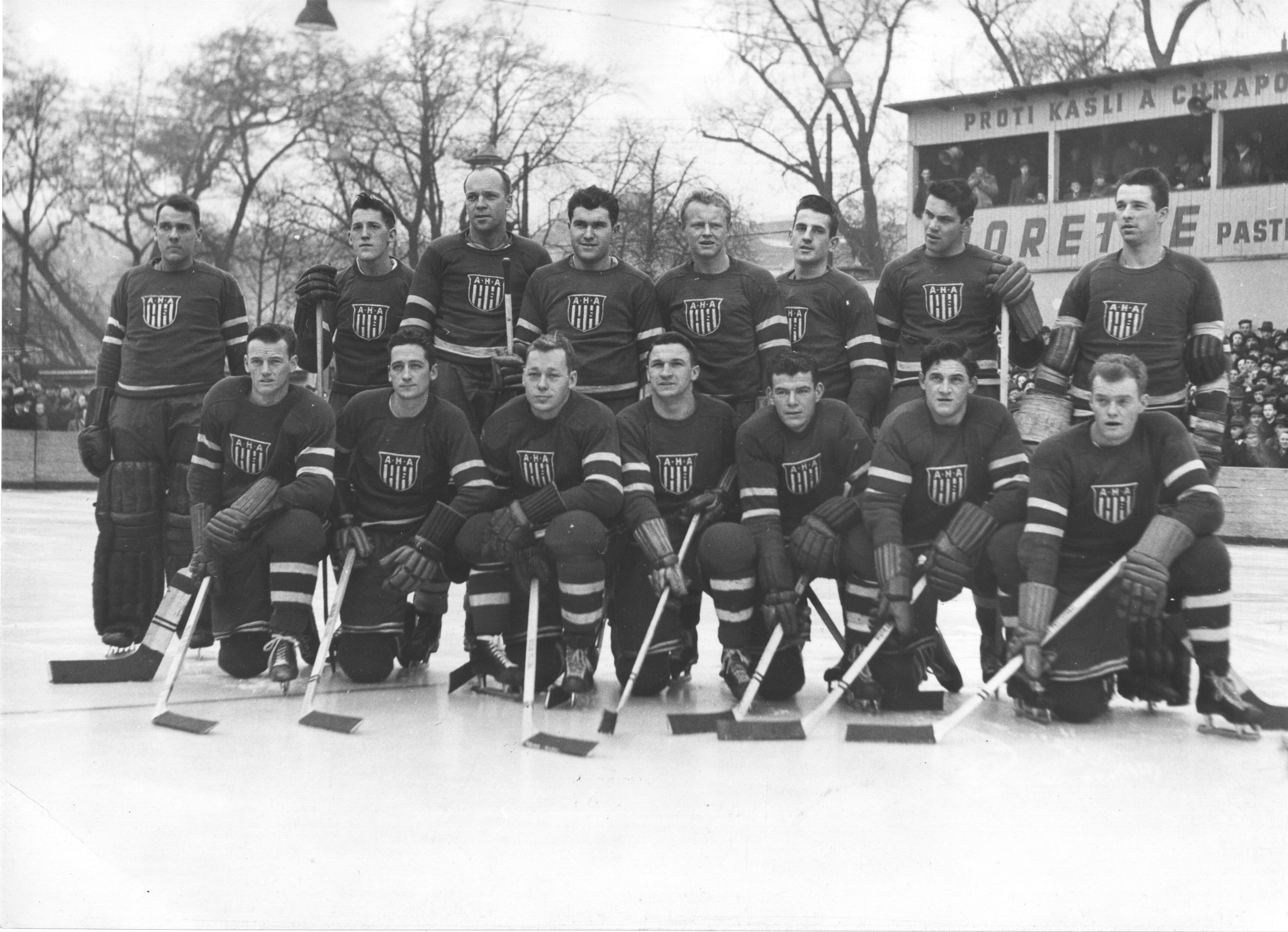
Het olympische hockey team van de Verenigde Staten in 1948

Tijdens de Olympische Winterspelen van 1948, die in Sankt Moritz (Zwitserland) werden gehouden, namen de Verenigde Staten voor de vijfde keer deel.

## Medailleoverzicht
| Sport       | Olympiër                                                   | Discipline     | Medaille |
| ----------- | ---------------------------------------------------------- | -------------- | -------- |
| Alpineskiën | Gretchen Fraser                                            | slalom (v)     | Goud     |
| Bobsleeën   | Francis Tyler Patrick Martin Edward Rimkus William D'Amico | 4-mansbob (m)  | Goud     |
| Kunstrijden | Dick Button                                                | mannen         | Goud     |
| Alpineskiën | Gretchen Fraser                                            | combinatie (v) | Zilver   |
| Schaatsen   | Ken Bartholomew                                            | 500 m (m)      | Zilver   |
| Schaatsen   | Robert Fitzgerald                                          | 500 m (m)      | Zilver   |
| Skeleton    | John Heaton                                                | mannen         | Zilver   |
| Bobsleeën   | Frederick Fortune Schuyler Carron                          | 2-mansbob (m)  | Brons    |
| Bobsleeën   | James Bickford Thomas Hicks Donald Dupree William Dupree   | 4-mansbob (m)  | Brons    |

## Deelnemers en resultaten

### Alpineskiën
| Olympiër           | Discipline     | Resultaat | Prestatie                                                                       |
| ------------------ | -------------- | --------- | ------------------------------------------------------------------------------- |
| Robert Blatt       | afdaling (m)   | 44e       | 3.27,4 (+32,4)                                                                  |
| Robert Blatt       | combinatie (m) | 29e       | 27,83 punten (+24,56) afdaling: 18,09 p (3.27,4) slalom: 9,74 p (1.15,6+1.21,4) |
| Devereaux Jennings | afdaling (m)   | 45e       | 3.28,2 (+33,2)                                                                  |
| Stephen Knowlton   | afdaling (m)   | 43e       | 3.26,2 (+31,2)                                                                  |
| Stephen Knowlton   | slalom (m)     | 16e       | 2.20,5 (+10,2) 1.12,9+1.07,6                                                    |
| Stephen Knowlton   | combinatie (m) | 25e       | 23,75 punten (+20,48) afdaling: 17,32 p (3.26,2) slalom: 6,43 p (1.15,5+1.14,0) |
| Barney McLean      | afdaling (m)   | 47e       | 3.30,1 (+35,1)                                                                  |
| Barney McLean      | slalom (m)     | 24e       | 2.28,1 (+17,8) 1.20,5+1.07,6                                                    |
| Barney McLean      | combinatie (m) | 26e       | 25,15 punten (+21,88) afdaling: 19,42 p (3.30,1) slalom: 5,73 p (1.16,4+1.11,5) |
| Richard Movitz     | afdaling (m)   | 42e       | 3.25,2 (+30,2)                                                                  |
| Jack Reddish       | afdaling (m)   | 26e       | 3.12,3 (+17,3)                                                                  |
| Jack Reddish       | slalom (m)     | 7e        | 2.15,5 (+5,2) 1.11,0+1.04,5                                                     |
| Jack Reddish       | combinatie (m) | 12e       | 13,24 punten (+9,97) afdaling: 9,71 p (3.12,3) slalom: 3,53 p (1.14,1+1.08,8)   |
| Colin Stewart      | slalom (m)     | 20e       | 2.24,1 (+13,8) 1.15,3+1.08,8                                                    |
| Rebecca Cremer     | afdaling (v)   | 22e       | 2.44,2 (+15,9)                                                                  |
| Rebecca Cremer     | combinatie (v) | 17e       | 22,01 punten (+15,43) afdaling: 10,11 p (2.44,2) slalom: 11,9 p (1.09,4+1.12,5) |
| Gretchen Fraser    | afdaling (v)   | 13e       | 2.37,1 (+8,8)                                                                   |
| Gretchen Fraser    | slalom (v)     | Goud      | 1.57,2 59,7+57,5                                                                |
| Gretchen Fraser    | combinatie (v) | Zilver    | 6,95 punten (+0,37) afdaling: 5,5 p (2.37,1) slalom: 1,45 p (1.01,8+59,2)       |
| Brynhild Grasmoen  | afdaling (v)   | 12e       | 2.36,0 (+7,7)                                                                   |
| Brynhild Grasmoen  | slalom (v)     | 9e        | 2.09,6 (+12,4) 1.05,6+1.04,0                                                    |
| Paula Kann         | afdaling (v)   | 28e       | 2.49,0 (+20,7)                                                                  |
| Paula Kann         | slalom (v)     | 11e       | 2.09,8 (+12,6) 1.07,8+1.02,0                                                    |
| Andrea Mead        | afdaling (v)   | 35e       | 3.03,1 (+34,8)                                                                  |
| Andrea Mead        | slalom (v)     | 8e        | 2.08,8 (+11,6) 1.05,1+1.03,7                                                    |
| Andrea Mead        | combinatie (v) | 21e       | 30,84 punten (+24,26) afdaling: 22,14 p (3.03,1) slalom: 8,7 p (1.03,8+1.11,7)  |
| Ruth-Marie Stewart | afdaling (v)   | 20e       | 2.42,0 (+13,7)                                                                  |
| Ruth-Marie Stewart | combinatie (v) | 16e       | 17,73 punten (+11,15) afdaling: 8,58 p (2.42,0) slalom: 9,15 p (1.09,8+1.06,6)  |

### Bobsleeën
| Olympiër                                                   | Discipline                        | Resultaat | Prestatie                                          |
| ---------------------------------------------------------- | --------------------------------- | --------- | -------------------------------------------------- |
| Tuffield A. Latour Leo J. Martin                           | 2-mansbob (m) Verenigde Staten I  | 9e        | 5.39,2 (+10,0) (1.24,9 / 1.24,8 / 1.24,1 / 1.25,4) |
| Frederick Fortune Schuyler Carron                          | 2-mansbob (m) Verenigde Staten II | Brons     | 5.35,3 (+6,1) (1.25,5 / 1.24,1 / 1.22,5 / 1.23,2)  |
| James Bickford Thomas Hicks Donald Dupree William Dupree   | 4-mansbob (m) Verenigde Staten I  | Brons     | 5.21,5 (+1,4) (1.17,4 / 1.20,7 / 1.21,8 / 1.21,6)  |
| Francis Tyler Patrick Martin Edward Rimkus William D'Amico | 4-mansbob (m) Verenigde Staten II | Goud      | 5.20,1 (1.17,1 / 1.19,6 / 1.21,4 / 1.22,0)         |

### Kunstrijden
| Olympiër                       | Discipline | Resultaat | Prestatie                 |
| ------------------------------ | ---------- | --------- | ------------------------- |
| Dick Button                    | mannen     | Goud      | pc. 10,0; 191,177 punten  |
| John Lettengarver              | mannen     | 4e        | pc. 36,0; 176,400 punten  |
| James Grogan                   | mannen     | 6e        | pc. 62,0; 168,711 punten  |
| Yvonne Sherman                 | vrouwen    | 6e        | pc. 62,0; 149,833 punten  |
| Gretchen Merrill               | vrouwen    | 8e        | pc. 73,0; 148,466 punten  |
| Eileen Seigh                   | vrouwen    | 11e       | pc. 110,0; 144,111 punten |
| Yvonne Sherman Robert Swenning | paarrijden | 4e        | pc. 53,0; 10,581 punten   |
| Karol Kennedy Peter Kennedy    | paarrijden | 6e        | pc. 59,5; 10,536 punten   |

### Langlaufen
| Olympiër          | Discipline | Resultaat | Prestatie        |
| ----------------- | ---------- | --------- | ---------------- |
| Wendell Broomhall | 18 km (m)  | 65e       | 1:31.40 (+18.50) |
| Don Johnson       | 18 km (m)  | 66e       | 1:32.03 (+19.13) |
| Ralph Townsend    | 18 km (m)  | 74e       | 1:37.12 (+24.22) |
| Corey Engen       | 18 km (m)  | 75e       | 1:37.24 (+24.34) |
| Gordy Wren        | 18 km (m)  | 77e       | 1:40.12 (+27.22) |

### Noordse combinatie
| Olympiër       | Discipline | Resultaat | Prestatie                                                              |
| -------------- | ---------- | --------- | ---------------------------------------------------------------------- |
| Corey Engen    | mannen     | 26e       | 346,80 punten 18 km: 132,00 (1:37.24) schans: 214,8 (65,5+59,0+64,0 m) |
| Don Johnson    | mannen     | 27e       | 345,10 punten 18 km: 157,50 (1:32.03) schans: 187,6 (57,0+56,5+59,0 m) |
| Gordy Wren     | mannen     | 29e       | 340,20 punten 18 km: 120,00 (1:40.12) schans: 220,2 (66,5+68,5+66,0 m) |
| Ralph Townsend | mannen     | 33e       | 326,70 punten 18 km: 138,00 (1:37.12) schans: 188,7 (54,5+61,0+58,0 m) |

### Schaatsen
| Olympiër          | Discipline   | Resultaat | Prestatie         |
| ----------------- | ------------ | --------- | ----------------- |
| Ken Bartholomew   | 500 m (m)    | Zilver    | 43,2 (+0,1)       |
| Raymond Blum      | 1500 m (m)   | 20e       | 2.23,4 (+5,8)     |
| Raymond Blum      | 5000 m (m)   | 17e       | 8.54,4 (+25,0)    |
| Robert Fitzgerald | 500 m (m)    | Zilver    | 43,2 (+0,1)       |
| Robert Fitzgerald | 1500 m (m)   | 28e       | 2.27,0 (+9,4)     |
| Ken Henry         | 500 m (m)    | 5e        | 43,3 (+0,2)       |
| Ken Henry         | 1500 m (m)   | 22e       | 2.24,6 (+7,0)     |
| Ken Henry         | 5000 m (m)   | 18e       | 8.56,0 (+26,6)    |
| Delbert Lamb      | 500 m (m)    | 6e        | 43,6 (+0,5)       |
| Louis Rupprecht   | 5000 m (m)   | 21e       | 8.58,4 (+29,0)    |
| Louis Rupprecht   | 10.000 m (m) | 17e       | 21.20,3 (+3.54,0) |
| Art Seaman        | 10.000 m (m) | 18e       | 21.34,8 (+4.08,5) |
| Richard Solem     | 5000 m (m)   | 27e       | 9.10,4 (+41,0)    |
| Richard Solem     | 10.000 m (m) | 19e       | 26.22,4 (+8.56,1) |
| Johnny Werket     | 1500 m (m)   | 6e        | 2.20,2 (+2,6)     |
| Johnny Werket     | 10.000 m (m) | 11e       | 19.44,0 (+2.17,7) |

### Schansspringen
| Olympiër        | Discipline | Resultaat | Prestatie                  |
| --------------- | ---------- | --------- | -------------------------- |
| Gordy Wren      | mannen     | 5e        | 222,8 punten (68,0+68,5 m) |
| Sverre Fredheim | mannen     | 12e       | 210,1 punten (66,0+65,0 m) |
| Paul Perrault   | mannen     | 15e       | 207,0 punten (61,0+67,0 m) |
| Walter Bietila  | mannen     | 42e       | 142,9 punten (61,0+64,0 m) |

### Skeleton
| Olympiër             | Discipline | Resultaat | Prestatie                                                            |
| -------------------- | ---------- | --------- | -------------------------------------------------------------------- |
| John Heaton          | mannen     | Zilver    | 5.24,6 (+1,4) (0.48,1 / 0.47,4 / 0.47,7 / 1.00,0 / 1.00,2 / 1.01,2)  |
| William Martin       | mannen     | 4e        | 5.28,0 (+4,8) (0.47,8 / 0.49,2 / 0.48,2 / 1.00,7 / 1.01,6 / 1.00,5)  |
| Fairchilds MacCarthy | mannen     | 8e        | 5.35,5 (+12,3) (0.48,8 / 0.48,3 / 0.49,4 / 1.03,6 / 1.02,7 / 1.02,7) |
| C. William Johnson   | mannen     | 10e       | opgave (0.47,7 / 0.48,4 / 0.48,0 / dns / — / —)                      |

### IJshockey
| Olympiër | Discipline | Resultaat | Prestatie |
| --- | ---------- | --------- | --- |
| Goodwin Harding Herbert Van Ingen Robert Baker Robert Boeser Bruce Cunliffe John Garrity Donald Geary John Joseph Kirrane Bruce Mather Allan Opsahl Frederick Pearson Stanton Priddy Jack Riley Ralph Warburton | mannen     | dq        | toernooi: 4 - 5 Verenigde Staten - Zwitserland 23 - 4 Verenigde Staten - Polen 31 - 1 Verenigde Staten - Italië 5 - 2 Verenigde Staten - Zweden 3 - 12 Verenigde Staten - Canada 13 - 2 Verenigde Staten - Oostenrijk 4 - 3 Verenigde Staten - Groot-Brittannië 3 - 4 Verenigde Staten - Tsjecho-Slowakije |

Argentinië · België · Bulgarije · Canada · Chili · Denemarken · Finland · Frankrijk · Griekenland · Groot-Brittannië · Hongarije · IJsland · Italië · Joegoslavië · Libanon · Liechtenstein · Nederland · Noorwegen · Oostenrijk · Polen · Roemenië · Spanje · Tsjecho-Slowakije · Turkije · Verenigde Staten · Zuid-Korea · Zweden · Zwitserland